# Tây Sơn thất hổ tướng
Tây Sơn thất hổ tướng (西山七虎將) là danh hiệu của 7 tướng lĩnh, thủ lĩnh quân sự của nhà Tây Sơn ở thời kì đầu, gồm có Võ Văn Dũng, Võ Đình Tú, Trần Quang Diệu, Nguyễn Văn Tuyết, Lê Văn Hưng, Lý Văn Bưu và Nguyễn Văn Lộc.

## Danh sách Tây Sơn thất hổ tướng
1. Võ Văn Dũng hay còn gọi là Vũ Văn Dũng. Ông lần lượt giữ các chức: Đô đốc, Đại Đô đốc, Tư khấu, Đại Tư khấu, Đại Tư đồ. Tước phong của Vũ Văn Dũng: Hám Hổ Hầu, Chiêu Viễn Hầu, Vũ Quốc công.
2. Võ Đình Tú hay còn gọi là Vũ Đình Tú. Ông lần lượt giữ các chức: Đổng lý, Đại Đổng lý, Binh bộ Thượng thư (triều Thái Đức), Binh bộ Tham tri (triều Cảnh Thịnh), An phủ sứ Phú Yên
3. Trần Quang Diệu hay còn có bản ghi là Nguyễn Quang Diệu. Ông lần lượt giữ các chức: Đô đốc, Đại Đô đốc, Đại Tổng quản, Trấn thủ Nghệ An, Thiếu phó. Tước phong của Trần Quang Diệu: Siêu Vũ hầu, ông còn được phong tước Quận công và Quốc công nhưng không rõ danh hiệu do chưa tìm được nguồn tư liệu.
4. Nguyễn Văn Tuyết hay còn gọi là Đinh Công Tuyết. Ông lần lượt giữ các chức: Đô đốc, Đại Đô đốc, Tư lệ, Đại Tư lệ, Trấn thủ Hải Dương, An Quảng. Tước phong của Nguyễn Văn Tuyết: Tuyết Quang hầu, ông còn được phong tước Quận công và Quốc công nhưng không rõ danh hiệu do chưa tìm được nguồn tư liệu.
5. Lê Văn Hưng. Ông lần lượt giữ các chức: Đề đốc, Đô đốc, Đại Đô đốc, Thái úy, Trấn thủ Diên Khánh, Bình Thuận (triều Thái Đức), Binh bộ Thượng thư, Thái úy (triều Cảnh Thịnh).
6. Lý Văn Bưu: hay còn gọi là Lý Văn Mưu (Miêu). Ông lần lượt giữ các chức: Đô đốc, Đại Đô đốc.
7. Nguyễn Văn Lộc. Ông lần lượt giữ các chức: Đô đốc, Đại Đô đốc, Trấn thủ Quảng Nam, Quảng Ngãi.

## Kết cục 7 vị hổ tướng
- Võ Đình Tú tử trận.
- Nguyễn Văn Lộc, Lý Văn Bưu từ quan ở ẩn.
- Trần Quang Diệu, Vũ Văn Dũng và Nguyễn Văn Tuyết tận lực giúp Tây Sơn đến lúc chết (riêng trường hợp Vũ Văn Dũng và Nguyễn Văn Tuyết còn tồn nghi).
- Lê Văn Hưng bị Cảnh Thịnh giết (còn tồn nghi). Theo Đại Nam thực lục thì trong các tướng bị bắt, xử tử lúc làm lễ Hiến Phù có Thống tướng Lê Văn Hưng.